# Henricia anomala
Henricia anomala är en sjöstjärneart som beskrevs av Hayashi 1973. Henricia anomala ingår i släktet Henricia och familjen krullsjöstjärnor. Inga underarter finns listade i Catalogue of Life.